# Rod Morgenstein
Rod Morgenstein, né le 19 avril 1953 à New York aux États-Unis, est un batteur de rock américain. Il a joué pour les Dixie Dregs et formé avec Jordan Rudess le Rudess/Morgenstein Project.

## Biographie
Il est surtout connu pour son travail à la fin des années 1980 avec le groupe Winger et le groupe de jazz Dixie Dregs. Il a également joué avec Fiona, Platypus, Jordan Rudess et The Jelly Jam. 
Il est actuellement professeur agrégé dans une école de musique, Berklee College of Music ou il enseigne les percussions.

## Discographie

### Rudess/Morgenstein Project
- 1997 : Rudess/Morgenstein Project (en), Domo Records, 50:44
- 2001 : The Official Bootleg (en)